# Mārtiņš Freimanis

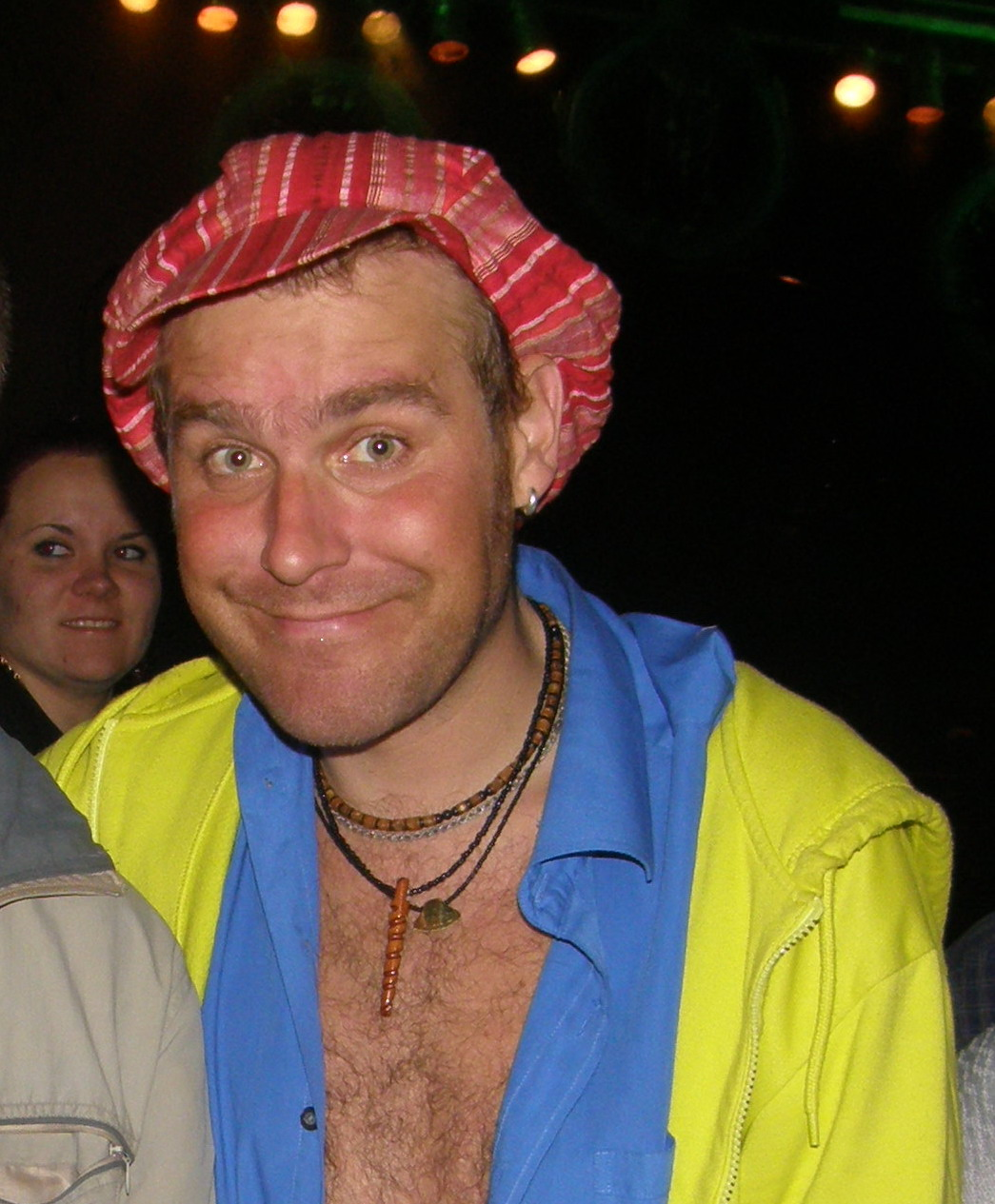
Mārtiņš Freimanis (2009)

Mārtiņš Freimanis (* 7. Februar 1977 in Liepāja; † 27. Januar 2011 in Riga) war ein lettischer Musiker, Schauspieler und Autor, der mehrfach für Lettland beim Eurovision Song Contest teilnahm.

## Leben
Mārtiņš Freimanis wuchs in Aizpute auf. Seit 1994 trat er als Sänger der Gruppe „Tumsa“ auf und veröffentlichte mit dieser fünf Alben. Nebenher war er Songwriter für andere Künstler.
Er vertrat sein Land zweimal beim Eurovision Song Contest. Als Mitglied der Gruppe F.L.Y. belegte er beim Eurovision Song Contest 2003 im eigenen Land den drittletzten Platz mit dem Titel Hello from Mars. Zwei Jahre später war er Komponist des von Valters & Kaža interpretierten Liedes The War Is Not Over, das beim Eurovision Song Contest 2005 den fünften Platz erreichte. Darüber hinaus nahm er mehrmals als Komponist am nationalen Vorentscheid teil. Auch für den Eurovision Song Contest 2011 war ein von ihm komponierter Titel im Vorentscheid vertreten.
Neben seiner musikalischen Karriere trat er auch als Schauspieler auf und spielte in der Fernsehserie Neprata cena die Rolle des Edgars. 2004 veröffentlichte er einen Gedichtband mit dem Titel Zālīte Truša Dvēselei.
Freimanis starb kurz vor seinem 34. Geburtstag im Jahr 2011 an einer Influenza.